# Département du Nord (Saint-Domingue)
1797–1804
Entités précédentes :
- Colonie de Saint-Domingue

Entités suivantes :
- Haïti (département du Nord)

Le département du Nord est un ancien département français situé dans la colonie de Saint-Domingue, qui a existé de 1797 à 1804. Son chef lieu était Cap-Français (actuel Cap-Haïtien).

## Histoire
Avant d'être organisée en départements en 1797, l'île de Saint-Domingue est partagée en deux, la partie occidentale qui est une colonie française, et la partie orientale qui est une colonie espagnole.
La partie française est organisée par l'ordonnance royale du 29 mars 1713 en trois gouvernements, dont celui du Nord. Ces gouvernements sont organisés définitivement par l'ordonnance du 20 décembre 1776. Chaque gouvernement est divisé en quartiers et en paroisses. Au début de la Révolution, les gouvernements sont appelés provinces.
Le département du Nord est créé par la loi du 4 brumaire an VI (25 octobre 1797), contenant la division du territoire des colonies occidentales, qui divise l'île de Saint-Domingue en cinq départements.
Le département est maintenu bien que non cité par la Constitution du 22 frimaire an VIII (13 décembre 1799) qui établit le Consulat.
Par la loi du 24 messidor an IX (13 juillet 1801) portant division du territoire de la colonie française de Saint-Domingue émanant de l'Assemblée Centrale de Saint-Domingue réunie par Toussaint Louverture, l'île était divisée en six départements. Le département du Nord est maintenu, mais en perdant une partie du sud du département au profit du nouveau département de Louverture.
À la suite de la conquête de l'île par les troupes du général Leclerc au nom du Premier Consul, le territoire de la partie française de Saint-Domingue est divisé par l'arrêté du 2 messidor an 10 (21 juin 1802) en trois départements. Le département du Nord est rétabli dans les limites de la province du nord d'avant 1797 avec sa tête un sous-préfet colonial.
Le 30 thermidor an 10 (18 août 1802), un autre arrêté décide que la partie ci-devant espagnole s'appellera à l'avenir partie EST et que la partie ci-devant française s'appellera à l'avenir partie OUEST, avec chacune un préfet colonial à sa tête.
Après l'indépendance d'Haïti, le département du Nord est maintenu, dans un premier temps sous le nom de division dès le 14 février 1804. Par la suite, la constitution de la République d'Haïti du 27 décembre 1806 rétablit le terme de département dans les limites de la loi du 24 messidor an IX (13 juillet 1801).

## Territoire

### Province du Nord
Le gouvernement du Nord est organisé par l'ordonnance royale du 20 décembre 1713.

#### Organisation territoriale
L'ordonnance royale du 20 décembre 1779 divise le gouvernement du Nord dont le chef-lieu est Le Cap-Français en 5 quartiers et 21 paroisses :
- Quartier de Fort-Dauphin, formé de 5 paroisses:

Fort-Dauphin, Ouanaminthe, Valliére, Terrier-Rouge, Le Trou, 
- Quartier de Limonade, formé de 6 paroisses:

Limonade, Sainte-Rose (ou Grande Rivière), Saint-Louis du Morin (ou Quartier Morin), Le Dondon, La Marmelade, Sainte-Suzanne (ex canton de Limonade).
- Quartier du Cap-Français, formé de 4 paroisses:

Le Cap Français, La Petite-Anse, La Plaine-du-Nord, L'Acul, 
- Quartier du Limbé, formé de 4 paroisses:

Le Limbé, Plaisance, Port-Margot, Le Borgne, 
- Quartier de Port-de-Paix, formé de 3 paroisses:

Le Port-de-Paix (avec l'île de la Tortue), Le Gros-Morne, Le Petit-Saint-Louis (ou Saint Louis du Nord)

### Département de 1797
Le département est formé de la province du nord de l'ancienne partie française de Saint-Domingue et de la partie ouest du quartier ou partido de Santiago de l'ancienne partie espagnole de Saint-Domingue.
Le département créé par la loi du 4 brumaire an VI (25 octobre 1797) est délimité comme suit : « Le département comprendra la côte depuis la baie des Gonaïves jusqu'à la pointe du Môle; il partira de la pointe du Môle, et s'étendra jusqu'à la pointe Isabellique; de la pointe Isabellique, en traversant les terres en ligne droite, jusqu'à Saint-Thomé ; il aura pour limites intérieures les limites du département de l'Ouest.» .»».
Le département est mis en place sur le territoire de la partie française uniquement, ainsi que dans la haute vallée de l'Artibonite occupée par les troupes de Toussaint Louverture, car malgré la signature du traité de Bâle le 22 juillet 1795 entre la France et l'Espagne consacrant la cession de la partie espagnole à la France, ce territoire reste sous l'autorité de l'Espagne jusqu'en février 1800.
La mise en place a bien eu lieu comme le confirme un arrêté de l'agence particulière du Directoire exécutif à Saint-Domingue du 26 pluviôse an VII - 14 février 1799 réglant un litige de frontière entre les départements de l'Ouest et du Sud lié à la loi du 4 brumaire an VI.
En fait les cantons de Montechristo et Laxavon ne furent pas créés ainsi que l'arrondissement du tribunal correctionnel de Montechristo.

#### Organisation territoriale
Le département est divisé en trente-trois cantons, à savoir : 
- L'Acul, L'Attalaya, Bombarde, Le Borgne, Le Cap-Français, Dondon, Fort-Liberté ci-devant Fort-Dauphin, Grande-Rivière, Le Gros-Morne, Hinche, Jean-Rabel, Laxavon, Le Limbé, Limonade, La Marmelade, Montechristo, Le Môle Saint-Nicolas, Ouanaminthe, La Petite-Anse, Petit-Saint-Louis, La Plaine-du-Nord, Plaisance, Le Port-Margot, Le Port-à-Piment, Le Port-de-Paix, Le Quartier Morin, Sainte-Suzanne, San-Miguel, San-Raphaël, Terrier-Rouge, l'île-de-la-Tortue, Trou, Vallière.

#### Organisation judiciaire
Le tribunal civil du département siège au Cap-Républicain.
Il est divisé en six tribunaux correctionnels : 
- Le Cap, Montechristo, San-Miguel, Le Môle, le Port-de-Paix, Fort-la-Liberté.

Leurs ressorts respectifs sont les suivants :
- Le tribunal correctionnel du Cap-Républicain comprend les cantons de L'Acul, Dondon, Grande-Rivière, Le Cap, Le Limbé, Limonade, La Marmelade, La Petite-Anse, La Plaine du Nord, Plaisance, Le Port Margot, Quartier Morin, Sainte-Suzanne.

- Le tribunal correctionnel de Montechristo comprend les cantons de Laxavon, Montechristo et les montagnes et les mines de Cibao et les diverses peuplades ou habitations, hattes ou corails qui se trouvent le long de la côte, depuis la pointe Isabellique jusqu'à la rivière du Massacre; et il s'étendra dans l'intérieur des terres jusqu'à Saint-Thomé et jusqu'aux limites du département de l'Ouest.

- Le tribunal correctionnel de San Miguel comprend les cantons de L'Attalaya, Hincha, San Miguel, San Raphael et les diverses peuplades ou habitations, hattes ou corails qui se trouvent dans l'intérieur jusqu'aux limites des départements circonvoisins.

- Le tribunal correctionnel du Môle-Saint-Nicolas comprend les cantons de Bombarde, Jean-Rabel, Le Môle-Saint-Nicolas, Port-à-Piment.

- Le tribunal correctionnel du Port-de-Paix comprend les cantons de Gros-Morne, Le Borgne, Petit-Saint-Louis, Port-de-Paix, Isle-de-la Tortue.

- Le tribunal correctionnel de Fort-Liberté comprend les cantons de Fort-Liberté, Ouanaminthe, Terrier-Rouge, Trou, Valliére.

### Département de 1801
Le département créé par Toussaint Louverture par la loi du 24 messidor an IX (13 juillet 1801) est délimité comme suit : « La limite de ce département suit celle du département de Louverture, depuis l'embouchure de la petite rivière des Côtes de Fer jusqu'à Banica, d'où elle se dirige au nord-est, pour aller chercher les sources du Rebouc, en suit le cours et va se terminer, par une ligne à peu près sud et nord à la mer, à environ 12 lieues à l'est de Monte-Christ, et de ce point parcourt la côte de l'est à l'ouest jusqu'au point d'où elle est partie».

#### Organisation territoriale
Le département est divisé en 24 paroisses, à savoir : 
- L'Acul, Le Borgne, Le Cap, Le Dondon, Fort-Liberté ci-devant Fort-Dauphin, Grande-Rivière, Jean-Rabel, Laxavon, Le Limbé, Limonade, Montechristo, Ouanaminthe, La Petite-Anse, Le Petit-Saint-Louis, La Plaine-du-Nord, Le Port-Margot, Le Port-de-Paix, Le Quartier Morin, Sainte-Suzanne, Le Terrier-Rouge, L'île-de-la Tortue, Le Trou, Vallière, Sans-Souci.

Les paroisses sont regroupées en 6 arrondissements militaires, à savoir: 
- Le Cap-Français, Caracole, Le Fort-Liberté, Monte-Christ, Le Limbé, Le Port-de-Paix.

#### Organisation judiciaire
Le département est divisé en trois tribunaux de 1re instance : 
- Le Cap-Français, Fort-Liberté, Port-de-Paix.

Leurs ressorts respectifs sont les suivants :
- Le tribunal du Cap-Français comprend les paroisses de L'Acul, Le Cap-Français, La Petite-Anse, La Plaine-du-Nord, Dondon, Grande-Rivière, Limonade, Quartier-Morin, Le Limbe, Port-Margot, Sainte-Suzanne.

- Le tribunal de Fort-Liberté comprend les paroisses de Fort-Liberté (ex Fort-Dauphin), Monte-Christ, Laxavon, Ouanaminthe, Le Terrier Rouge, Le Trou, Valliére, Sans-Soucis.

- Le tribunal de Port-de-Paix comprend les paroisses de Le Petit-Saint-Louis, Le Port-de-Paix, l'Isle-de-la Tortue, Jean-Rabel, Le Borgne.

### Département de 1802
Le département mis en place par le général Leclerc correspond à la province du Nord d'avant 1797.

#### Organisation territoriale
Le département est divisé en 6 quartiers et 25 communes (ex paroisses d'avant 1797).
- Le quartier de Fort-Liberté réunit 5 communes :

Fort-Liberté (ex Fort-Dauphin), Ouanaminthe, Le Terrier Rouge, Le Trou, Valliére et par arrêté du préfet colonial de la partie Ouest du 24 brumaire an XI – 15 novembre 1802 la commune de Monte-Christ et son territoire détachée du département de l'Ozama de la partie EST de Saint-Domingue.
- Le quartier de Limonade réunit 5 communes :

Dondon, Grande-Rivière, Limonade, Marmelade, Le Morin. 
- Le quartier du Cap-Français réunissait 4 communes :

L'Acul, Le Cap, La Petite-Anse, La Plaine-du-Nord. 
- Le quartier du Limbé réunit 4 communes :

Le Borgne, Le Limbe, Plaisance, Port-Margot. 
- Le quartier de Port-de-Paix réunit 4 communes :

Le Petit-Saint-Louis, Le Gros-Morne, Le Port-de-Paix, l'Isle-de-la Tortue.
- Le quartier du Môle-Saint-Nicolas réunit 5 communes :

Jean-Rabel, Le Môle Saint Nicolas, Le Port-à-Piment, Bombarde.

#### Organisation judiciaire
Le département est divisé en trois tribunaux de 1re instance : 
- Fort-Liberté, Le Cap, Port-de-Paix.

Leurs ressorts respectifs sont les suivants :
- Le tribunal de Fort-Liberté comprend les paroisses de Fort-Liberté (ex Fort-Dauphin), Ouanaminthe, Le Terrier Rouge, Le Trou, Valliére.

- Le tribunal du Cap comprend les paroisses de L'Acul, Le Cap, La Petite-Anse, La Plaine-du-Nord, Dondon, Grande-Rivière, Limonade, Marmelade, Le Morin, Le Borgne, Le Limbe, Plaisance, Port-Margot.

- Le tribunal de Port-de-Paix comprend les paroisses de Le Petit-Saint-Louis, Le Gros-Morne, Le Port-de-Paix, l'Isle-de-la Tortue, Jean-Rabel, Le Môle Saint Nicolas, Terre-neuve (ou Le Port-à-Piment), Bombarde.